# Дивисмутид калия
Дивисмутид калия — бинарное неорганическое соединение
калия и висмута с формулой KBi2,
кристаллы.

## Получение
- Сплавление стехиометрических количеств чистых веществ в атмосфере аргона:

{\displaystyle {\mathsf {K+2Bi\ {\xrightarrow {565^{o}C}}\ KBi_{2}}}}
- Электролиз расплава гидроксида калия с висмутовым катодом [3]:

{\displaystyle {\mathsf {4KOH+8Bi\ {\xrightarrow {e^{-}}}\ 4KBi_{2}+2H_{2}O\uparrow +O_{2}\uparrow }}}

## Физические свойства
Дивисмутид калия образует кристаллы
кубической сингонии,
пространственная группа F d3m,
параметры ячейки a = 0,9501 нм, Z = 8,
структура типа димедьмагния MgCu2
.
Соединение конгруэнтно плавится при температуре 565°С .
При температуре ≈3,5 К происходит переход в сверхпроводящее состояние .

## Химические свойства
- Реагирует с водой:

{\displaystyle {\mathsf {2KBi_{2}+2H_{2}O\ {\xrightarrow {}}\ 2KOH+4Bi+H_{2}\uparrow }}}